# Guido Calcagnini

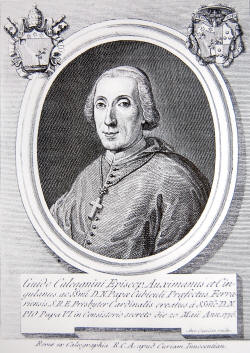
Guido Kardinal Calcagnini (1776)

Guido Calcagnini (* 25. September 1725 in Ferrara; † 27. August 1807 in Osimo) war ein italienischer Kardinal der Römischen Kirche.

## Leben
Er war das dritte von fünf Kindern des Grafen Cesare Calcagnini, neunter Marchese von Fusignano, und dessen Ehefrau Caterina degli Obizzi. Aus dem gleichen Geschlecht stammten Kardinal Carlo Leopoldo Calcagnini und Silvester Calcagnini. Er studierte ab 1737 am Collegio dei Nobili di San Carlo in Modena und später an der Universität La Sapienza in Rom, die er am 15. Mai 1747 mit einem Doktorgrad in Theologie und dem Doctor iuris utriusque abschloss.
Er ließ sich in Rom nieder und trat in den Dienst der Kurie. 1749 wurde er Hausprälat Seiner Heiligkeit. Er wurde am 11. November 1764 zum Subdiakon geweiht. Am 30. November 1764 empfing er die Diakonenweihe und am 21. Dezember 1764 die Priesterweihe.
Papst Clemens XIII. ernannte ihn am 4. Februar 1765 zum Titularerzbischof von Tarsus. Die Bischofsweihe spendete ihm am 10. Februar desselben in Rom Jahres der Papst selbst. Am 22. Februar 1765 wurde Calcagnini zum Nuntius im Königreich Neapel ernannt, und am 24. Februar desselben Jahres zum Päpstlichen Thronassistenten. Am 8. April 1775 wurde er Präfekt des Päpstlichen Haushalts.
Er wurde am 20. Mai 1776 von Papst Pius VI. zum Kardinalat erhoben und erhielt als Kardinalpriester die Titelkirche Santa Maria in Traspontina. Am selben Tag ernannte der Papst ihn als Erzbischof ad personam zum Bischof von Osimo e Cinguli. Calcagnini nahm am Konklave von 1799/1800 teil, das Papst Pius VII. wählte.
Er starb 1807 in Osimo und wurde in der dortigen Kathedrale beigesetzt.